# Le Controis-en-Sologne
Le Controis-en-Sologne is een gemeente in het Franse departement Loir-et-Cher in de regio Centre-Val de Loire. De gemeente maakt deel uit van het arrondissement Romorantin-Lanthenay. Le Controis-en-Sologne telde op 1 januari 2022 6.787 inwoners.

## Geschiedenis
De commune nouvelle is op 1 januari 2019 ontstaan door de fusie van de gemeenten Contres, Feings, Fougères-sur-Bièvre, Ouchamps en Thenay. 

## Geografie
De oppervlakte van Le Controis-en-Sologne bedroeg op 1 januari 2022 100,41 vierkante kilometer; de bevolkingsdichtheid was toen 67,6 inwoners per km².
De onderstaande kaart toont de ligging van Le Controis-en-Sologne  met de belangrijkste infrastructuur en aangrenzende gemeenten.

## Afbeeldingen

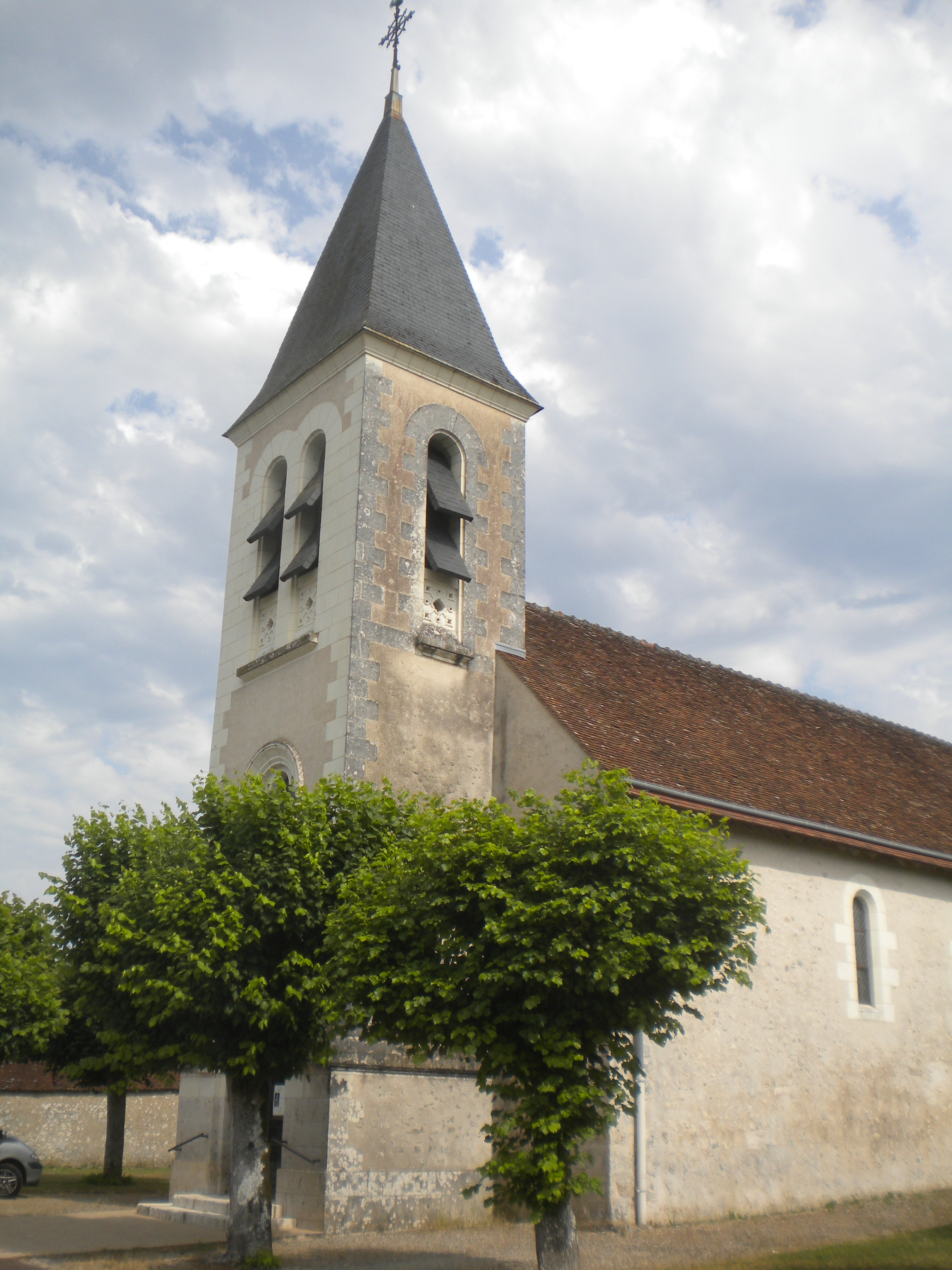
Église de la Chaire-de-Saint-Pierre, Feings
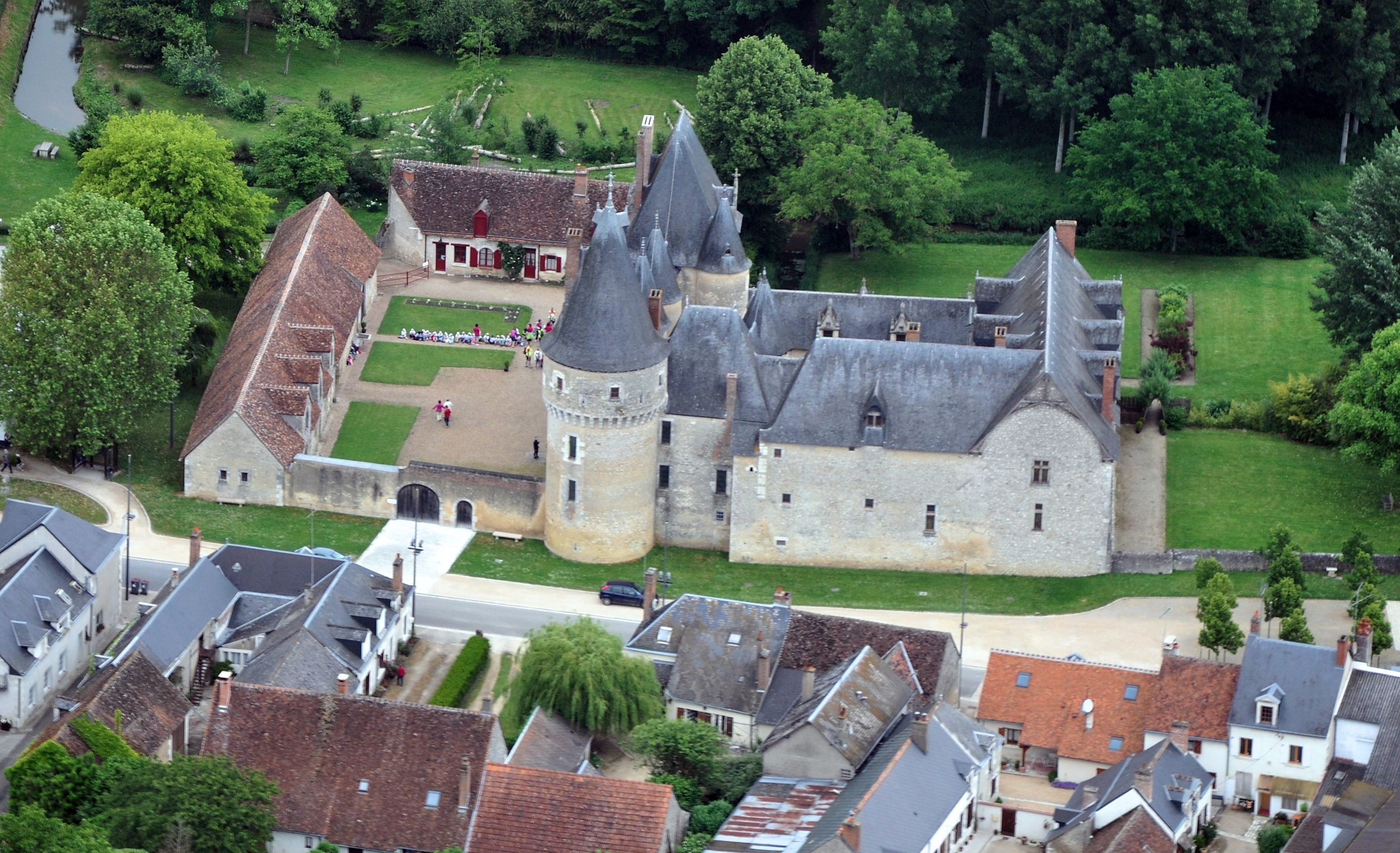
Kasteel van Fougères-sur-Bièvre
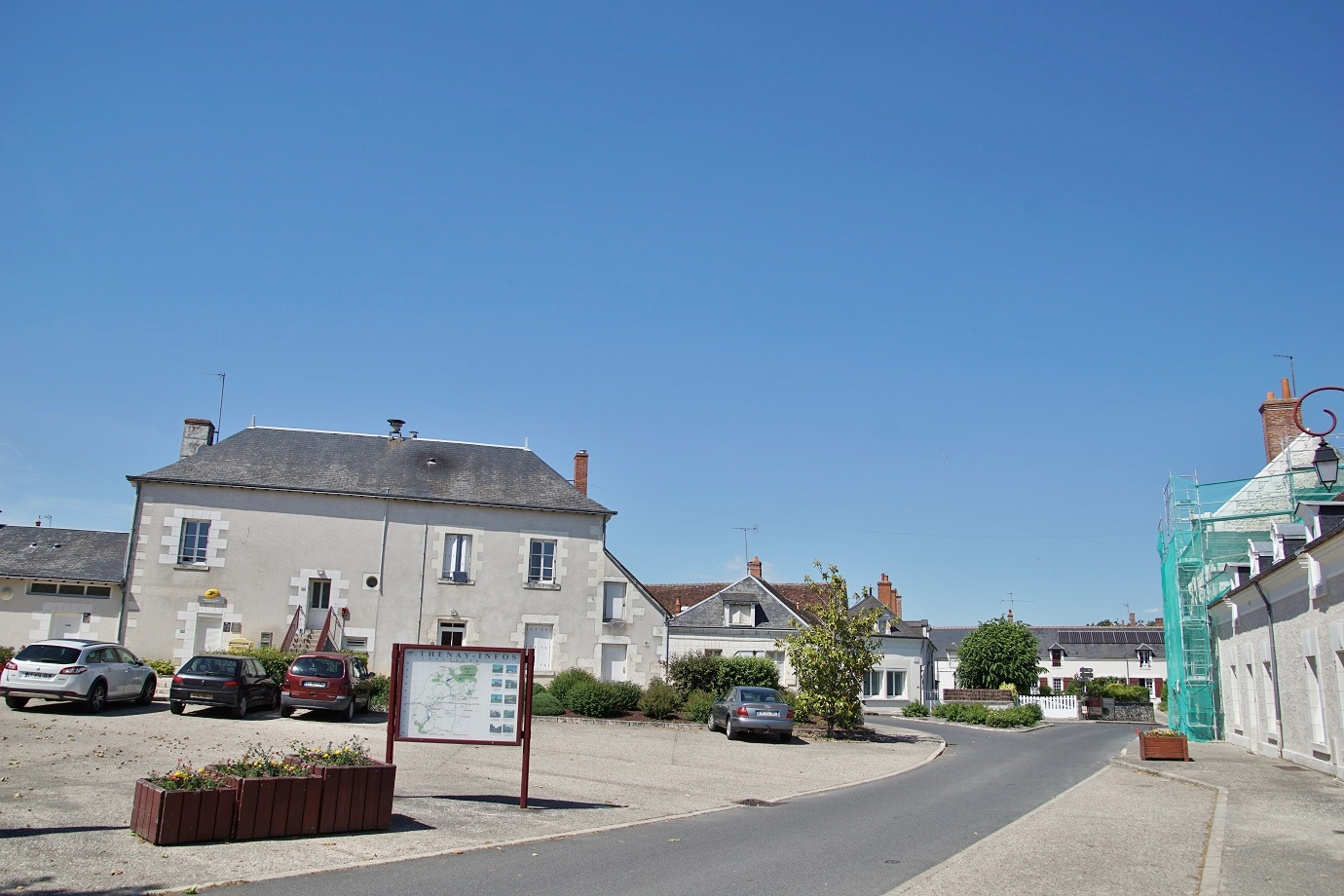
Thenay, centrum

Blois (deels) · Candé-sur-Beuvron · Chailles · Chaumont-sur-Loire · Le Controis-en-Sologne (deel: Feings, Fougères-sur-Bièvre en Ouchamps) · Monthou-sur-Bièvre · Les Montils · Rilly-sur-Loire · Sambin · Seur · Valaire
Chissay-en-Touraine · Choussy · Le Controis-en-Sologne (deels: Contres en Thenay) · Couddes · Faverolles-sur-Cher · Fresnes · Monthou-sur-Cher · Montrichard Val de Cher · Oisly · Pontlevoy · Saint-Georges-sur-Cher · Saint-Julien-de-Chédon · Sassay · Vallières-les-Grandes